# Brudenell White
Sir Cyril Brudenell Bingham White (St Arnaud, 23 settembre 1876 – Canberra, 13 agosto 1940) è stato un generale australiano.

## Carriera
Si unì alla forza della milizia coloniale nel Queensland nel 1896 e partecipò alla Seconda guerra boera nell'Australian Commonwealth Horse. Nel 1901 divenne membro fondatore del nuovo Esercito australiano e nel 1906 fu il primo ufficiale australiano a frequentare la British Army Staff College. Nel 1912 tornò in Australia e diventò direttore delle operazioni militari, in un momento in cui il governo di Andrew Fisher stava espandendo la capacità di difesa dell'Australia.

## Prima guerra mondiale
Quando scoppiò la prima guerra mondiale, White supervisionò i primi contingenti della forza imperiale australiana (AIF) per il fronte. A Gallipoli, era sotto il comando del Generale Sir William Bridges e poi a William Birdwood, ottenendo il grado di generale di brigata. Dopo l'evacuazione da Gallipoli, è stato nominato generale di brigata Maggiore Generale I ANZAC Corps in Francia.
Nel 1917 si conquistò il morale delle truppe australiane, ma tra le truppe stesse c'era una sensazione di essere stati troppo spesso sacrificati attraverso gli errori del comando superiore.
All'inizio del 1918, White, si occupò del viaggiò del rimpatrio. Nel mese di maggio, Birdwood e White, su richiesta del generale Rawlinson, preparò i piani per un'offensiva, ma questi sono stati accantonati. Quando al generale Birdwood fu affidato il comando della quinta armata, la scelta del suo successore al comando del Corpo australiano stava tra Monash e White. A White è stato dato l'importante posizione di Maggiore Generale dell'esercito di Birdwood.

### Tra le due guerre
Dopo la guerra, White è stato nominato Capo di Stato Maggiore Generale (1920-1923). Nello stesso anno è stato nominato Presidente della neo costituita Commonwealth Public Service Board, supervisionando il trasferimento dei reparti da Melbourne alla nuova capitale, Canberra. Nel 1928 ha scelto di non trasferirsi a Canberra per rimanere vicino alla sua casa vicino a Buangor, Victoria.

## Seconda guerra mondiale e la morte
Nel 1940, l'Australia si mobilitò per prendere parte alla seconda guerra mondiale. White fu richiamato in servizio all'età di 63 anni, promosso a generale e ri-nominato Capo di Stato Maggiore Generale. La nomina è stata di breve durata, siccome White era a bordo di un aereo della Royal Australian Air Force che si schiantò nel disastro aereo di Canberra il 13 agosto 1940, uccidendo tutti a bordo.